# Sandjak de Segedin

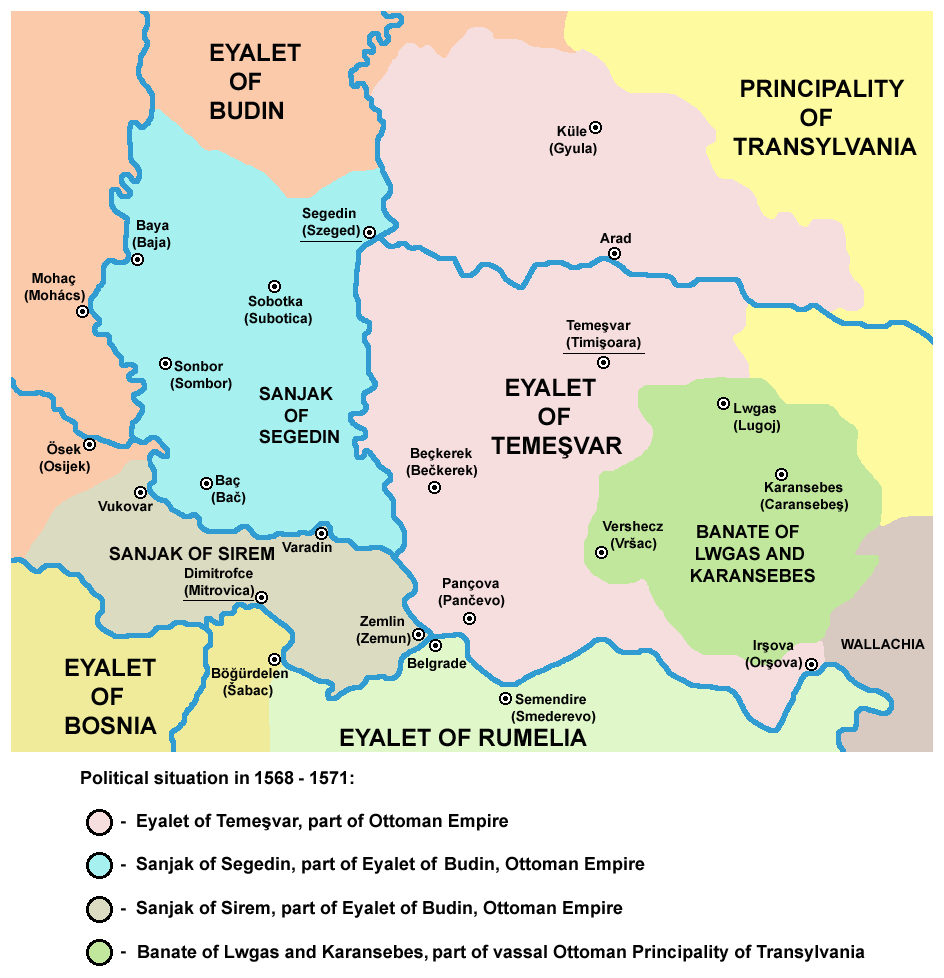
Le Sanjdak de Segedin dans l'eyalet de Budin en 1568

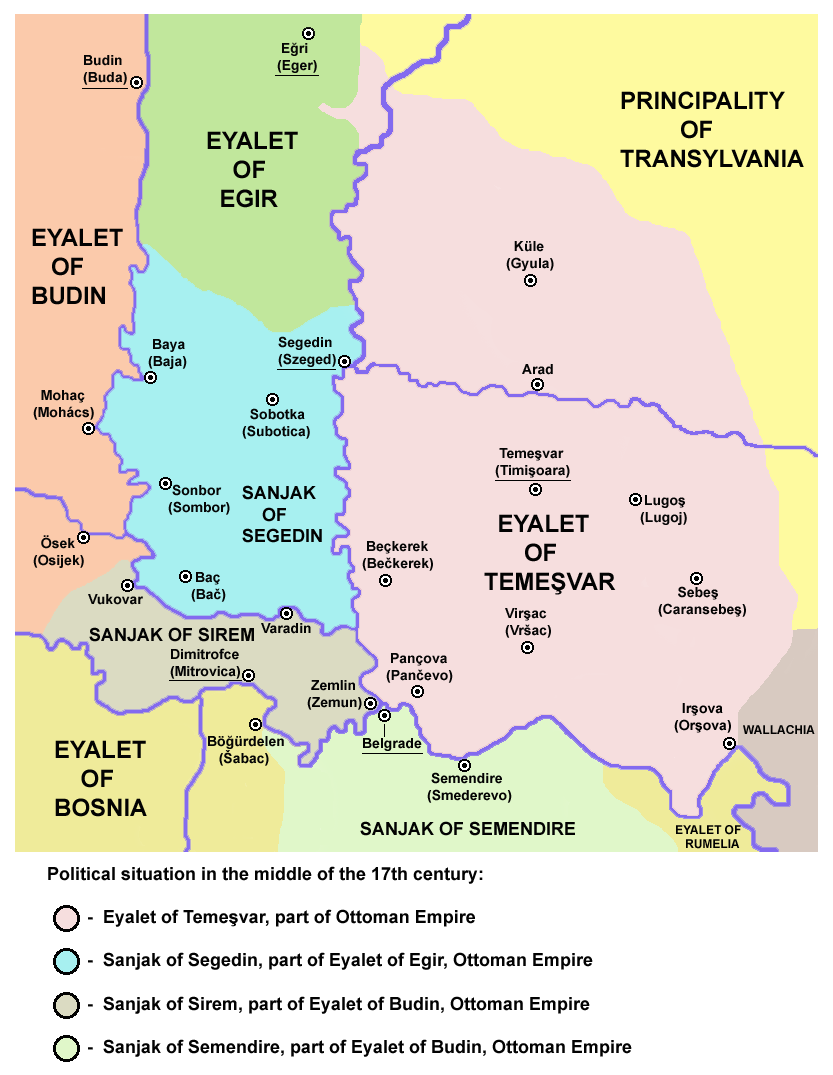
Le Sandjak de Segedin dans l'eyalet de Eğri au milieu du XVIIe siècle

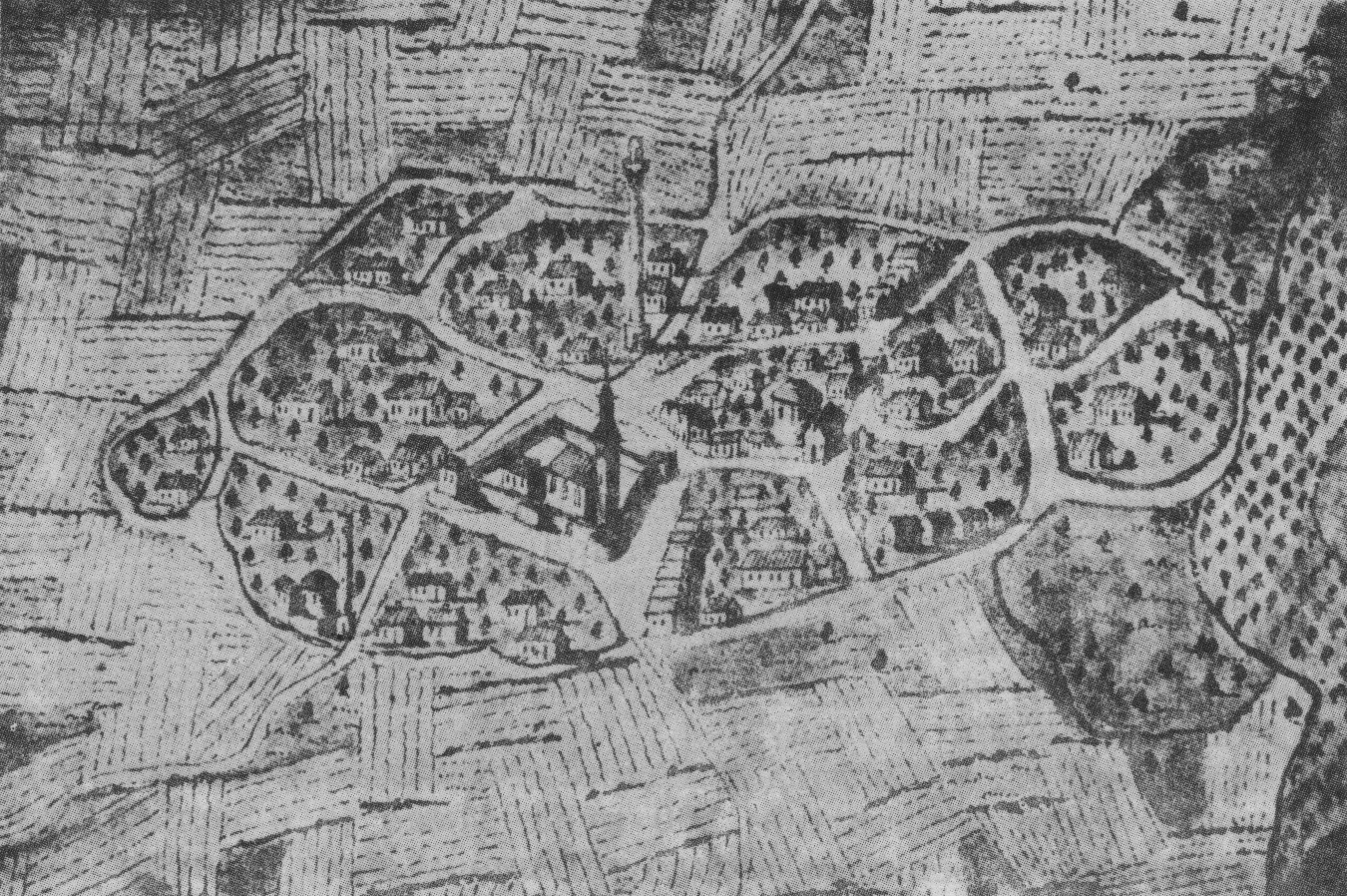
Sombor en 1698

Le Sandjak de Segedin ou Sandjak de Szeged (en turc : Segedin Sancağı) était une subdivision administrative de l'Empire ottoman constituée au XVIe siècle. Il était situé dans la région de la Bačka (Bácska). Le centre administratif du sandjak était la ville de Segedin/Szeged, aujourd'hui en Hongrie.

## Histoire
Le Sandjak de Segedin fit d'abord partie de l'eyalet de Budin puis, au XVIIe siècle, il fut intégré dans l'eyalet de Eğri. L'Autriche s'en empara entre 1686 et 1688 lors de la cinquième guerre austro-turque et il fut accordé définitivement à la monarchie autrichienne par le traité de Karlowitz en 1699.

## Divisions administratives
Le Sandjak de Segedin était divisé en plusieurs kazas : 
1. Szeged (Segedin)
2. Subotica (Sobotka; Szabadka)
3. Baja (Baya)
4. Sombor (Sonbor; Zombor)
5. Bač (Baç; Bács)
6. Titel
7. Kalocsa (Kalacsa)
8. Solt (Sót)

## Beys (gouverneurs) du sandjak
- Hasan Pasha Predojević (1592)